# Saint-Laurent (Creuse)
 Saint-Laurent  es una localidad y comuna de Francia, en la región de Lemosín, departamento de Creuse, en el distrito de Guéret y cantón de Guéret Sudeste.
Su población en el censo de 1999 era de 539 habitantes.
Está integrada en la Communauté de communes de Guéret-Saint-Vaury.

## Demografía
| 426 | 462 | 425 | 493 | 478 | 539 |
| Para los censos de 1962 a 1999 la población legal corresponde a la población sin duplicidades (Fuente: INSEE [Consultar]) |     |     |     |     |     |